# Shirley Mason
Shirley Mason (Nueva York, 6 de junio de 1901-Los Ángeles, 27 de julio de 1979) fue una actriz estadounidense de la época del cine mudo.

## Resumen biográfico
Nacida en Brooklyn, Nueva York, su verdadero nombre era Leonie Flugrath. Tuvo dos hermanas también actrices, Viola Dana (Virginia Flugrath) y Edna Flugrath, esta última la única que usó profesionalmente su nombre real.
Shirley Mason actuó en un total de 109 filmes entre 1910 y 1929. Falleció en 1979 en Los Ángeles, California, a causa de un cáncer. Fue enterrada en el Cementerio Westwood Village Memorial Park de Los Ángeles, California.

## Filmografía seleccionada
- El show de los shows (1929)
- Anne Against the World (1929)
- Vultures of the Sea (1928)
- Let It Rain (1927)
- Lord Jim (1925)
- Little Miss Smiles (1922)
- Jackie (1921)
- A Christmas Carol (1910)